# Ácido cloroso
El ácido cloroso es un ácido débil de fórmula HClO2. El ácido en sustancia pura es inestable, pero sus sales, los cloritos (como el clorito de sodio) son bases conjugadas derivadas de este ácido. Estas sales se usan a veces en la producción de dióxido de cloro.
Se obtiene a partir de clorito de bario y ácido sulfúrico diluido:
Ba(ClO2)2 + H2SO4 → BaSO4 + 2HClO2